# Massu’ot Jicchak
Massu’ot Jicchak (hebr.: משואות יצחק) – moszaw położony w samorządzie regionu Szafir, w Dystrykcie Południowym, w Izraelu.
Leży w południowej części Szefeli, w odległości 6 km na zachód od miasta Kirjat Malachi, w otoczeniu moszawów Giwati, Be’er Towijja i Kefar Warburg, oraz wioski Merkaz Szappira. Na zachód od moszawu znajduje się duża baza wojskowa Sił Obronnych Izraela.

## Historia

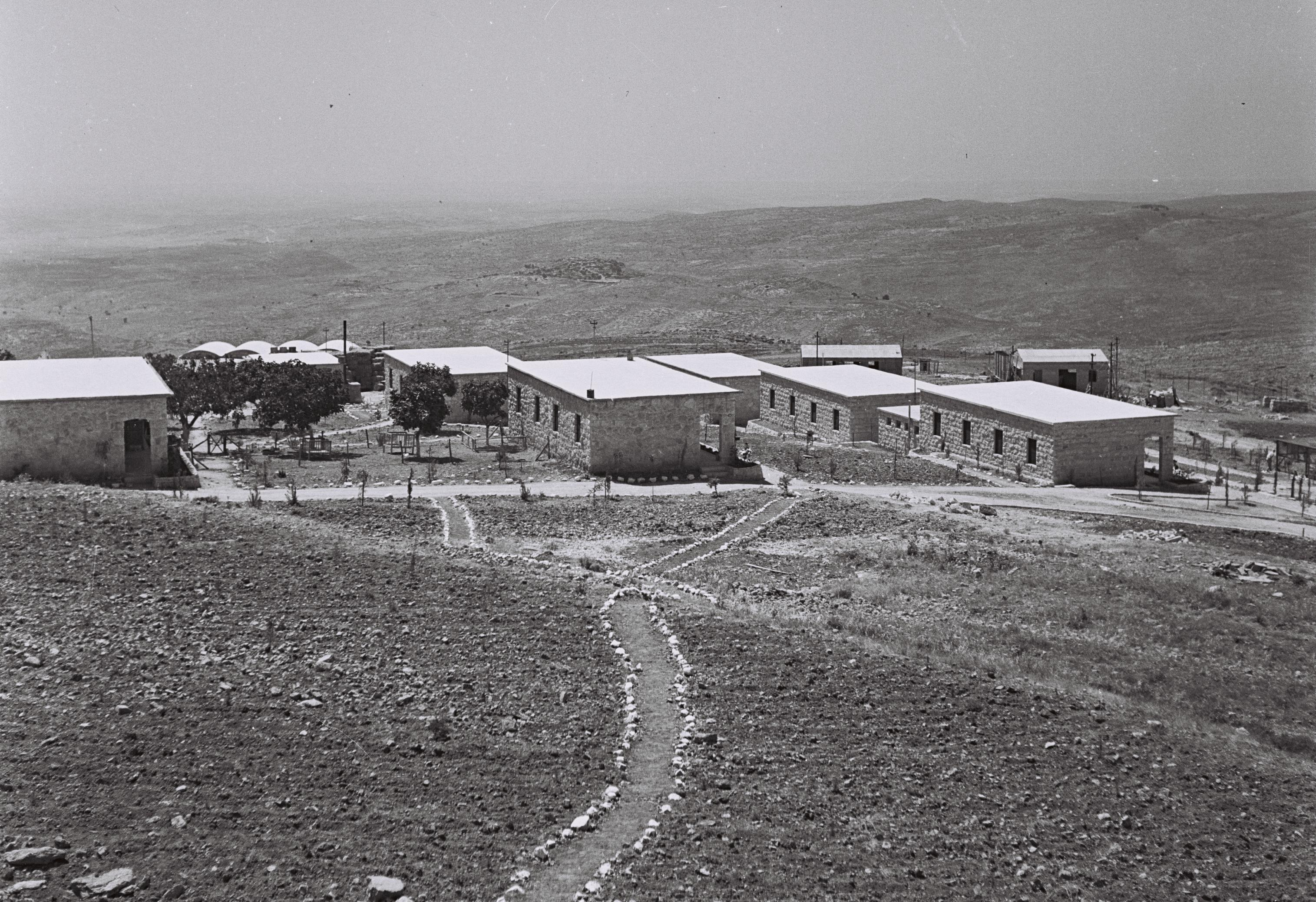
Kibuc Massu’ot Jicchak w 1947

Pierwotnie kibuc Massu’ot Jicchak został założony w październiku 1945 w grupie żydowskich osiedli Gusz Ecjon w górach Judzkich, pomiędzy Jerozolimą a Hebronem. Założycielami byli młodzi imigranci z Węgier, Czechosłowacji i Niemiec, którzy przybyli do Mandatu Palestyny przed wybuchem II wojny światowej. Osadę nazwano na cześć naczelnego rabina Palestyny Icchaka Halevi Herzoga, z okazji jego 50. urodzin.
Podczas wojny o niepodległość w 1948 jordański Legion Arabski zdobył i zniszczył kibuc Massu’ot Jicchak. Jordańscy żołnierze dopuścili się masakry na jego mieszkańcach, a ocalonych wzięto do niewoli. Jako jeńcy wojenni przebywali przez dziewięć miesięcy w Jordanii.
Gdy w 1949 jeńcy zostali uwolnieni, powrócili oni do Izraela i założyli nową osadę w pobliżu istniejącego moszawu Szafir. W 1952 osada została przekształcona w moszaw.

## Edukacja
Na przełomie 2006-2007 Centrum Studiów Żydowskich Jacoba Herzoga uruchomiło w Massu’ot Jicchak pierwszy kurs przygotowawczy do służby wojskowej dla religijnych kobiet (hebr. Tzahali).

## Gospodarka
Gospodarka moszawu opiera się na intensywnym rolnictwie (melony) i sadownictwie. Z przemysłu znajdują się tutaj zakłady Albaad produkujące wyroby papiernicze.

## Komunikacja
Z moszawu wychodzi lokalna droga, którą jadąc na południe dojeżdża się do skrzyżowania z drogą ekspresową nr 3  (Aszkelon-Modi’in-Makkabbim-Re’ut).